# Ctenopoma garuanum
Гаруанська ктенопома (Ctenopoma garuanum) — тропічний прісноводний вид риб з родини анабасових (Anabantidae).
Поширена в Африці. Відома лише з типової місцевості Гаруа, розташованої у внутрішніх районах на півночі Камеруну.
Максимальний відомий розмір — 53 мм загальної довжини. Хвостове стебло добре помітне, його довжина не менша за діаметр ока. Діаметр ока в 4 рази менший за довжину голови. В спинному плавці 14-15 твердих і 7-9 м'яких променів, в анальному плавці 8 твердих і 7-8 м'яких променів. Черевні плавці не досягають початку анального. 26 лусок у поздовжньому ряді.
Належить до числа лабіринтових риб й додатково може дихати атмосферним повітрям.